# Г'юїтт (Техас)
Г'юїтт (англ. Hewitt) — місто (англ. city) в США, в окрузі Макленнан штату Техас. Населення — 16 026 осіб (2020).

## Географія
Г'юїтт розташований за координатами 31°27′13″ пн. ш. 97°11′43″ зх. д. / 31.45361° пн. ш. 97.19528° зх. д. (31.453501, -97.195339).  За даними Бюро перепису населення США в 2010 році місто мало площу 17,71 км², з яких 17,66 км² — суходіл та 0,05 км² — водойми.

## Демографія
Згідно з переписом 2010 року, у місті мешкало 13 549 осіб у 4961 домогосподарстві у складі 3916 родин. Густота населення становила 765 осіб/км².  Було 5158 помешкань (291/км²).
Расовий склад населення:
| - 80,7 % — білих - 8,5 % — чорних або афроамериканців - 3,2 % — азіатів - 0,4 % — корінних американців - 0,1 % — вихідців з тихоокеанських островів - 4,7 % — осіб інших рас |

До двох чи більше рас належало 2,5 %. Частка іспаномовних становила 14,3 % від усіх жителів.
За віковим діапазоном населення розподілялося таким чином: 26,9 % — особи молодші 18 років, 62,7 % — особи у віці 18—64 років, 10,4 % — особи у віці 65 років та старші. Медіана віку мешканця становила 36,0 року. На 100 осіб жіночої статі у місті припадало 92,5 чоловіків;  на 100 жінок у віці від 18 років та старших — 87,9 чоловіків також старших 18 років.
Середній дохід на одне домашнє господарство  становив 80 551 долар США (медіана — 70 348), а середній дохід на одну сім'ю — 84 588 доларів (медіана — 73 112). Медіана доходів становила 53 136 доларів для чоловіків та 38 202 долари для жінок. За межею бідності перебувало 4,5 % осіб, у тому числі 5,8 % дітей у віці до 18 років та 0,0 % осіб у віці 65 років та старших.
Цивільне працевлаштоване населення становило 7940 осіб. Основні галузі зайнятості: освіта, охорона здоров'я та соціальна допомога — 33,8 %, виробництво — 12,0 %, роздрібна торгівля — 11,6 %.